# Ernst Rutschmann
Ernst Rutschmann (* 9. November 1948 in Winterthur) ist ein ehemaliger Schweizer Fussballspieler.

## Karriere
Ernst Rutschmann spielte zunächst bei den Junioren des FC Winterthur. Sein Debüt in der ersten Mannschaft hatte er am 16. September 1967 beim 10:1 gewonnenen Cupspiel gegen den FC Vaduz, als er bereits relativ früh im Spiel eingewechselt wurde. 1968 gehörte er zur Startelf beim Cupfinalspiel gegen den FC Lugano. Für Winterthur spielte er von 1967 bis 1971 als Mittel- sowie rechter Stürmer. 1970 bestritt er den ersten seiner bis 1975 neun Nationalmannschaftseinsätze.
1971 wechselte er zusammen mit Timo Konietzka zum FC Zürich (FCZ). Mit dem FCZ wurde Rutschmann je dreimal Schweizer Meister (1974, 1975, 1976) und Cupsieger (1972, 1973, 1976). Beim FCZ spielte er zuerst zwei Saisons im Sturm und wechselte danach ins rechte Mittelfeld.
Nach seiner Zeit in Zürich wechselte Rutschmann noch für je eine Saison zum FC Gossau sowie zum FC Wettingen und beendete danach seine Aktivkarriere.
Als Trainer war Rutschmann von Oktober 1986 bis Sommer 1988 beim FC Winterthur tätig und danach 1989 bis 1991 beim FC Töss.